# Остаци фортификације „Кастел“ на Мирочу
Остаци фортификације „Кастел“ на Мирочу је римско утврђењеје, археолошки локалитет и непокретно културно добро из II – VI века, који се налази на Мирочу, општина Мајданперк.

## Регистар непокретних културних добара
Остаци фортификације „Кастел“ је уписан у регистар Непокретних културних добара на територији општине Мајдампек 24. априла 1991. године на основу Одлуке СО Мајданпек бр. 06-35/10 од 08.10.1986. Редни број у локалном регистру је АН 42, у централном регистру АН 94.

## Опис локалитета и пронађених налаза
Остаци фортификације „Кастел“ на Мирочу су за сада недовољно истражени, па је тако документација народног градитељског наслеђа фрагментарна и за сада није обрађена од стране установа заштите споменика културе. О фонду, очувању и заштити вредности археолошког локалитета може говорити тек након темељних истраживања.